# Филип Синапов
Филип Синапов е български фолклорен певец, изпълнител на песни от Родопската фолклорна област. От 2016 година е част от музикална компания „Диапазон Рекърдс“, както и изпълнител на телевизиите „Фен ТВ“ и „Фен Фолк ТВ“.

## Биография
Филип Синапов е роден в Момчилград на 3 ноември 1997 г. Израства в музикален род, в който повечето пеят. Запява още на четиригодишна възраст. Първите му спомени с музиката в ранното детство са свързани с малък касетофон, от който постоянно слушал аудиокасети с народни песни – предимно на певците Веселин Джигов и Росица Пейчева, солисти на известния оркестър Виевска фолк група, на които той е огромен почитател и счита за свои идоли сред останалите изпълнители на български фолклор. Още от малък се включва във фолклорните групи на читалището в града и е неразделна част от концертната му сцена. Като солист на тези групи няколко пъти посещава Турция, Северна Македония и Гърция, на фестивали в Истанбул, Измир, Чанаккале, Охрид, Комотини, Ялова, Солун, Бурса, Кавала и много други. Участва в десетки конкурси за народно пеене и фолклор като цяло.
Изявява се на много местни и национални надпявания, фестивали и събори. Започва да взима участие също така и в медийното пространство, а именно в музикалните формати, като: „Пей с мен“ (Нова тв) през 2009 година, „Мюзик айдъл“ (БТВ), два пъти – през 2010 и 2011 г. – и в „Гласът на България“ (БТВ) през 2013 г.
През 2016 г. завършва отлично Националното училище за фолклорни изкуства „Широка лъка“ в с. Широка лъка. Продължава висшето си образование в Академията за музикално, танцово и изобразително изкуство „Проф. Асен Диамандиев“ в Пловдив със специалност „Изпълнителско изкуство – народно пеене“ и „Музикална педагогика“, където през 2020 г. се дипломира успешно. Негови преподаватели са доц. д-р Данка Цветкова, проф. Лозанка Пейчева, д-р Николай Гурбанов, гл. ас. д-р Зоя Микова, проф. Милчо Василев и други.
Филип Синапов е завоювал отличия и златни медали от Националния фолклорен събор „Рожен“, от Националния събор на българското народно творчество „Копривщица“, от Фолклорния фестивал на певческото изкуство „Лозен“, от Международния фестивал за автентичен фолклор „Дорково“, от Националния фолклорен фестивал за двугласно пеене и народна песен с международно участие „Неделино“, от Националния детско-юношески конкурс за музикално изкуство „Орфеева дарба“ – София, и още много други.
Той е седемкратен носител на златни лири и статуетки от Националния детски фолклорен конкурс „Орфеево изворче“ през 2006, 2008, 2009, 2010, 2011, 2013 и 2014 г.. Носител е и на златен медал от Националния музикален и танцов фестивал „Пиленце пее 2014“, който е посветен на народната певица Надка Караджова, на златна лира от НМФК „Орфееви таланти“ – Калофер през 2015 г., на златна лира от конкурса „Малешево пее и танцува“, на златна лира и почетен знак от Националния старопланински шампионат по фолклор „Евро фолк 2015“, лауреат и носител на първа награда от Националния младежки фолклорен конкурс „Орфееви таланти 2017“ в Пловдив (поради което през 2018-а е гост-изпълнител на неговото откриване), носител на първа награда и златна статуетка от първия Национален фестивал за народно творчество „Фолклорна магия“ 2018 в град Банско, първо място и носител на златна купа от международен музикален конкурс в град Солун (Гърция) през 2019 г. и други.
През 2014 г. записва десетки песни в Българското национално радио. Освен че е изпълнител, Филип издирва и записва автентичен фолклор от Родопския край. През 2019 г. на пазара излиза дебютният му албум „Песенна шевица“. С огромни усилия написва и първата си книга „Село Гърнати – кътче от рая“, която е цялостна монография за историята, бита, фолклора, традициите и диалекта на селото. През 2020 г. издава фолклорен сборник, включващ традиционни народни песни с клавирни съпроводи за женски и мъжки глас, носещ името „Пиленце, пъстро славейче, пееш ли, пиле, плачеш ли...“. 
За заслуги в областта на фолклористиката и множество теренни проучвания получава научна степен. На 23 октомври 2020 година става „Почетен жител на село Гърнати“. Появява се и вторият му музикален албум, озаглавен "Песни от извора". През 2022 година издава третият си албум - "До два славея, до два гласа", който е съвместен със Снежана Чакърова и включва неделински двуглас. На 23 април 2023 година открива и първата по рода си в България Фолклорна къща "Гърнатскине конаци", която представлява интерактивен музей. През 2024 година е награден със сертификат "Достойните българи", а Дарик го избират за пръв сред равни в класацията им "40 до 40" за най-успешните млади хора.
От 2014 година е част от музикална компания Диапазон Рекърдс и телевизиите Фен и Фен фолк. През 2021 започва работа в Българско национално радио-Кърджали, където води  авторското предаване "На разсомване", излъчващо се всяка неделя сутрин в ефира му. Има своя музикална школа в град Пловдив, както и е преподавател в най-голямата гимназия на Южна България - СУ"Петко Рачов Славейков".
Филип Синапов притежава баритонов глас, с топъл и мек тембър. Изпълнява песни от Родопската, Тракийската и Македонската фолклорна област. Последовател е на предимно традиционното и силно автентично звучене, с изразен собствен стил, музикален почерк и начин на пеене.

## Семейство
На 24 август 2024 година Филип се жени за Дамяна Станулова-Синапова от град Своге с традиционна родопска сватба. Почти година по-късно на 23 юли 2025 година на бял свят се появява първата им рожба-Калин Синапов.

## Концерти зад граница
Гърция, Северна Македония, Турция, Холандия,Украйна, Англия, Германия, и Франция.

## Дискография
- „Песенна шевица“ (2019)

В началото на 2019 г. се появява дебютният албум на Филип Синапов, озаглавен „Песенна шевица“. Чрез него Филип е чут за първи път от различните слушатели в България. Съдържа 11 народни песни от Родопската и Македонската фолклорни области. В него участие взимат народната певица Таня Скечелиева, музикантите Петър Янев, Румен Монев, Недко Маджиров, Венелин Башев и Димитър Петров. Издава се от музикална компания „Диапазон рекърдс“. За аранжиментите на песните се доверява на проф. Милчо Василев, Петър Войников и Виктор Йорданов - Кардама от града под тепетата. Всичките песни в са със заснети видеоклипове из красиви кътчета на Родопите - Асеновата крепост, Златоград и Белинташ.
| Песен                                               | Музика и текст | Аранжимент                |
| --------------------------------------------------- | -------------- | ------------------------- |
| 1. „Пиленце пъстро, славейче”                       | народни        | Виктор Йорданов – Кардама |
| 2. „Момице бела, каматна”                           | народни        | Димитър Петров            |
| 3. „Коньо, коньо”                                   | народни        | Петър Войников            |
| 4. „Пита ле, моме”                                  | народни        | Недко Маджаров            |
| 5. „Врит ми са сбрали”                              | народни        | Милчо Василев             |
| 6. „Момне ле, мари хубава” - дует с Таня Скечелиева | народни        | Петър Войников            |
| 7. „Хранила майка, кутила”                          | народни        | Петър Войников            |
| 8. „Лейлинко, кузум”                                | народни        | Петър Войников            |
| 9. „Дойди, дойди, либе ле”                          | народни        | Виктор Йорданов – Кардама |
| 10. „Излези, майчо, послушай”                       | народни        | Димитър Петров            |
| 11. „Ой, чобан”                                     | народни        | Петър Войников            |

- „Песни от извора“ (2021)

Вторият музикален албум, който носи заглавието „Песни от извора”, излиза на музикалния пазар през 2021 година. В него е събрал мелодии, бликащи от недрата на Родопите и автентични двугласи от различни фолклорни области на България. Представени са в прекрасна колекция от познати и непознати народни песни, записани от Филип в последните две години. Те са 11 и носят дъхавия колорит на народната музика.
Сред песните са: „Радо ле, пиле писано”, „Де са е чуло, видело”, „Галихме са малко, мночко”, „Заим си конен ковеше”, „Ах мерак, мила майко” и други. Албумът включва също дуетно изпълнение с Данка Цветкова, скъп преподавател на Филип Синапов от университета му, където е завършил. Палитрата на изпълнителя показва музиканти като Петър Янев-каба гайда, Недялко Недялков-кавал и Петър Войников-кларинет и саксофон. За добрия стил и аранжименти имат заслуга Милчо Василев, Виктор Йорданов-Кардама и Стоян Пейков. Той се издава от музикална компания „Диапазон Рекърдс“ и телевизиите „Фен“ и „Фен фолк“. Песните са клипирани в Асеновград, село Гърнати, Чудните мостове и други. Щастлив, че хората харесват изпълненията му в този жанр и че песните бележат успехи. Не крие, че това го стимулира да бъде още по-продуктивен и отговорен по отношение на продукцията, която представя. „Пъстротата и жизнерадостта, с които нашата българска народна музика вдъхновява и успява да заплени хората, е неподправена, уникална и дори магическа! Огромно удоволствие е за мен да изпълнявам тази музика и да правя слушателите щастливи!“, признава Филип Синапов.
| Песен                                                | Музика и текст | Аранжимент              |
| ---------------------------------------------------- | -------------- | ----------------------- |
| 1. „Поспусни са, Шар планино“                        | народни        | Милчо Василев           |
| 2. „Галихме са малко“                                | народни        | Стоян Пейков            |
| Двуглас от Лъжница (Пирин) с Фериде Зърбашева:       |                |                         |
| 3. „Ах, мерак, мила майко“                           | народни        | Стоян Пейков            |
| 4. „Не ли ти е жално“                                | народни        | Стоян Пейков            |
| 5. „Радо ле, пиле писано“ – дует с Данка Цветкова    | народни        | Милчо Василев           |
| 6. „Кина правите, джанъме“                           | народни        | Милчо Василев           |
| 7. „Заим си конен ковеше“ – с Недялко Недялков       | народни        | Виктор Йорданов-Кардама |
| 8. „Абре, момече черноокичко“                        | народни        | Стоян Пейков            |
| Двуглас от Неделино (Родопите) със Снежана Чакърова: |                |                         |
| 9. „Фати са, моме, на хоро“                          | народни        | –                       |
| 10. „То белким вели либено“                          | народни        | –                       |
| 11. „Де са е чуло, видело“                           | народни        | Виктор Йорданов-Кардама |

- „До два славея, до два гласа“ (2022)

Третият музикален албум на Филип е съвместно с най-възрастната самодейка на град Неделино-Снежана Чакърова. Песните показват типични песенни образци на неделински двуглас. Единадесетте изпълнения са своеобразен мост между поколенията. Разликата между годините им са точно 50 – той е на 24, а тя на 74 години. Двамата пеят както първи, така и втори глас, което е уникално. Неделинският двуглас се различава и от разложкия и от шопския. В миналото разделението по полове и в пеенето е било много строго. За първи път официално в историята се представя албум, в който за неделински двуглас си партнират мъж и жена. Песните в „До два славея, до два гласа“ са част от теренните проучвания на Филип Синапов.
| Песен                        | Музика и текст | Аранжимент |
| ---------------------------- | -------------- | ---------- |
| 1. „На уйгун снашка“         | народни        | -          |
| 2. „Край Дунива расте“       | народни        | -          |
| 3. „Мамуро пусти, мамуро“    | народни        | -          |
| 4. „Наимаш ли са, либе ле“   | народни        | -          |
| 5. „Седи мома накрай ряка“   | народни        | -          |
| 6. „Гарушка мете дворено“    | народни        | -          |
| 7. „Да йенъм, севдо“         | народни        | -          |
| 8. „Ажени ли ма, майчинко“   | народни        | -          |
| 9. „Излези, майчо, да видиш“ | народни        | –          |
| 10. „Бре Стоиле ле, либе“    | народни        | –          |
| 11. „Ся са ла чудем“         | народни        | -          |

## Галерия
- Представяне на книгата в Смолянския музей
- Филип Синапов с проф. Милчо Василев
- Филип Синапов, Жечка Сланинкова и Таня Скечелиева
- Филип Синапов с поредна награда
- Филип Синапов и формация Етноритъм
- С традиционна родопска носия
- Филип Синапов с танцова формация и бенд
- Филип Синапов с кавалджията Недялко Недялков
- Филип Синапов-Почетен жител на село Гърнати